# Juri Litwinow
Juri Litwinow (kasachisch Юрий Литвинов; * 6. Mai 1978 in Qaraghandy) ist ein ehemaliger kasachischer Eiskunstläufer, der im Einzellauf startete.

## Karriere
Juri Litwinow belegte für Kasachstan den 28. Platz bei den Olympischen Winterspielen 1998. Sein Debüt bei den Eiskunstlauf-Weltmeisterschaften feierte Litwinow 1994 und erreichte 1996 mit dem 29. Platz seine beste WM-Platzierung. Seit 1996 lebte und trainierte er in USA. 2001 nahm er letztmals an internationalen Wettbewerben teil. 2003 bestritt er seine letzte Kasachische Meisterschaft.